# Riflessione interna totale

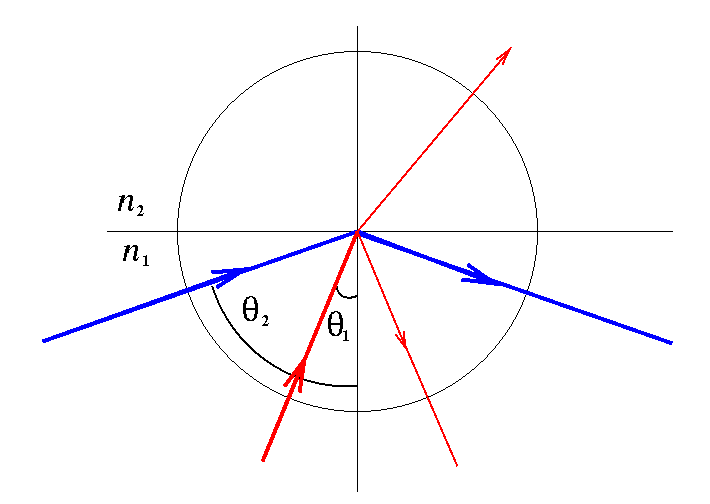
L'angolo di incidenza del raggio blu θ_{2} è maggiore dell'angolo critico: il raggio di luce viene quindi completamente riflesso

La riflessione è il fenomeno, governato dalla legge della riflessione, per cui un'onda che colpisce una superficie di separazione tra due mezzi in parte prosegue il suo percorso deviandolo al di là della superficie, mentre in parte torna nella direzione da cui proveniva. In particolare, secondo la nota legge, detto {\displaystyle \theta _{i}} l'angolo di incidenza del raggio luminoso e detto {\displaystyle \theta _{r}} l'angolo formato dal raggio riflesso con la normale alla superficie, si ha che {\displaystyle \theta _{i}=\theta _{r}\;}. Se invece si chiama {\displaystyle \theta _{t}} l'angolo formato dal raggio rifratto con la normale alla superficie, secondo la legge di Snell si ha che {\displaystyle n_{1}sin\theta _{i}=n_{2}sin\theta _{t}\;}, detti {\displaystyle n_{1}} e {\displaystyle n_{2}} gli indici di rifrazione dei mezzi.
Si ha una riflessione interna totale quando l'angolo {\displaystyle \theta _{t}} raggiunge l'ampiezza di {\displaystyle \pi /2}, cioè quando non esiste più onda rifratta. Questo fenomeno può avvenire nel passaggio da un mezzo più denso a uno meno denso (ovvero, n1 > n2) e l'angolo {\displaystyle \theta _{i}} tale per cui non esiste onda rifratta è detto angolo critico:
{\displaystyle \theta _{\mathrm {crit} }=\arcsin \left({\frac {n_{2}}{n_{1}}}\right)}
Quando θi > θcrit, non appare alcun raggio rifratto: la luce incidente subisce una riflessione interna totale ad opera dell'interfaccia. Si genera un'onda di superficie, o onda evanescente (leaky wave), che decade esponenzialmente all'interno del mezzo con indice di rifrazione n2.
La formula precedente è stata ottenuta ponendo nella legge di Snell {\displaystyle sin\theta _{t}=1\;} perché {\displaystyle \theta _{t}={\frac {\pi }{2}}}.

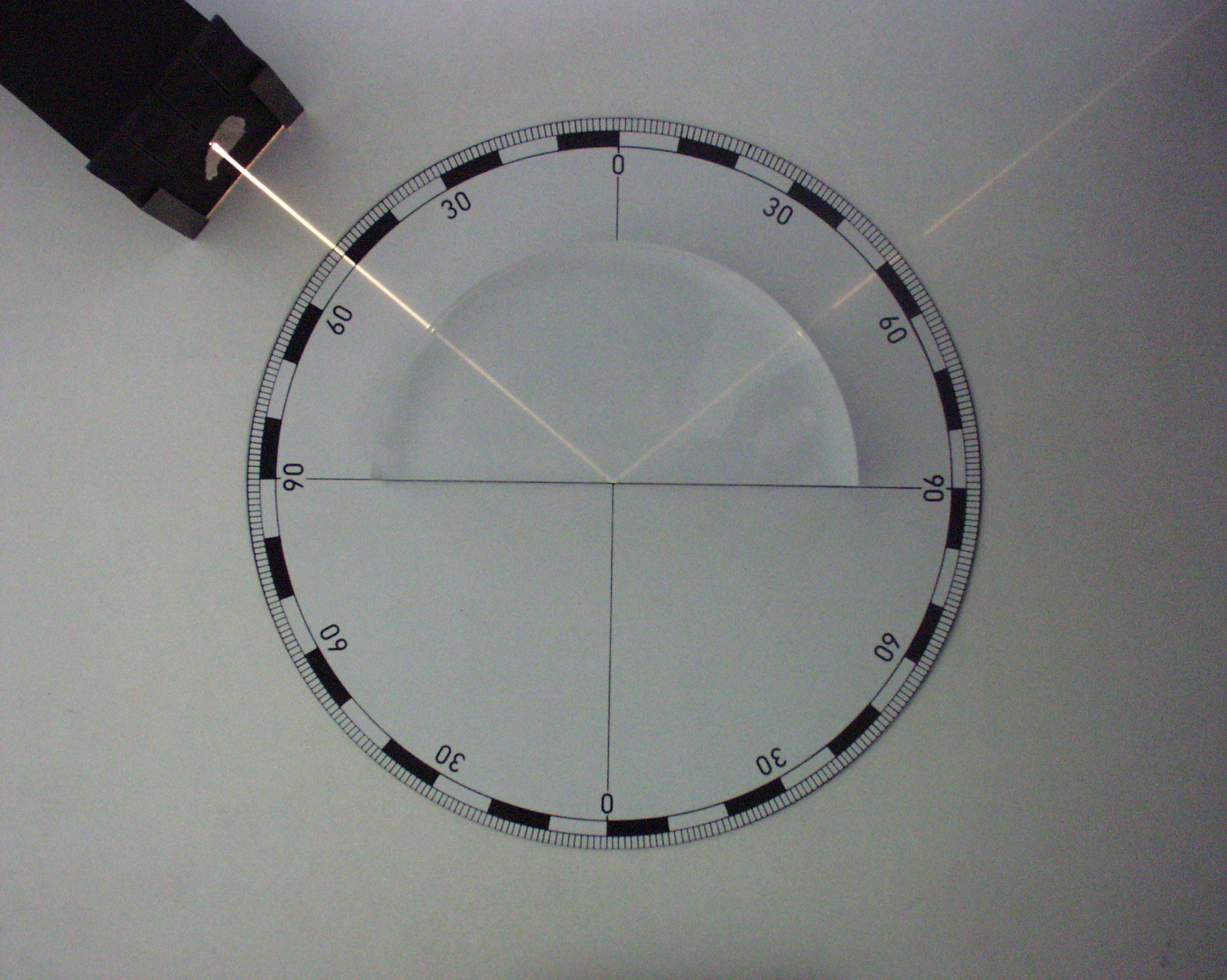
Riflessione interna totale